# انفجار (فیلم ۱۹۷۴)
انفجار (به انگلیسی: Busting) یک فیلم سینمایی آمریکایی محصول سال۱۹۷۴ به کارگردانی پیتر هایمز با بازی الیوت گولد و رابرت بلیک درنقش کارآگاهان پلیس لس آنجلس است. این فیلم الهام بخش اصلی تلویزیونی استارکیک و هچ بود که در سال ۱۹۷۵ عرضه شد.

## داستان
دو افسر پلیس در لس آنجلس به خاطر نافرمانی از قانون از کار برکنار می‌شود و حال آن‌ها با روش‌های غیرمعمول به دنبال پیدا کردن رئیس مافیای محلی هستند.

## بازیگران
- الیوت گولد … مایکل کنلی
- رابرت بلیک … پاتریک فرل
- آلن گارفیلد … کارل ریزو
- آنتونیو فارگاس … استفان
- مایکل لارنر ماروین